# 名鉄小坂井支線
小坂井支線（こざかいしせん）とは、愛知県宝飯郡小坂井町（現・豊川市）の伊奈駅から同県同郡同町の小坂井駅までを結んでいた名古屋鉄道（名鉄）の鉄道路線。

## 概要
開業時は全線複線だった。飯田線に乗り入れる豊川稲荷への正月輸送の臨時急行や、中部天竜駅へ向かう「天龍号」、近鉄名古屋線から豊川への直通団体列車、更に当時営業されていた田口鉄道線（後に豊橋鉄道へ合併し、1968年廃止）の鳳来寺駅へのもみじ狩り団体列車などが走っていたが、豊川線の全通により1954年に廃止された。

### 路線データ
※路線廃止時点のもの
- 路線距離（営業キロ）：全長1.2km
- 軌間：1067mm
- 駅数：2駅（起終点駅含む）
- 複線区間：なし（全線単線）
- 電化区間：全線（直流1500V）

## 歴史
- 1926年（大正15年）4月1日 - 愛知電気鉄道が同社豊橋線として東岡崎 - 小坂井間を開業[3]。豊川鉄道（飯田線の前身）豊川駅まで直通運転開始[1]。
- 1927年（昭和2年）6月1日 - この前後に伊奈駅開業。伊奈[4][5] - 吉田（現・豊橋）間が開業[6]。伊奈 - 小坂井間を小坂井支線として分離[1]。
- 1944年（昭和19年）6月 - 伊奈 - 小坂井間単線化[2]。
- 1954年（昭和29年）12月25日 - 伊奈 - 小坂井間廃止[7]。

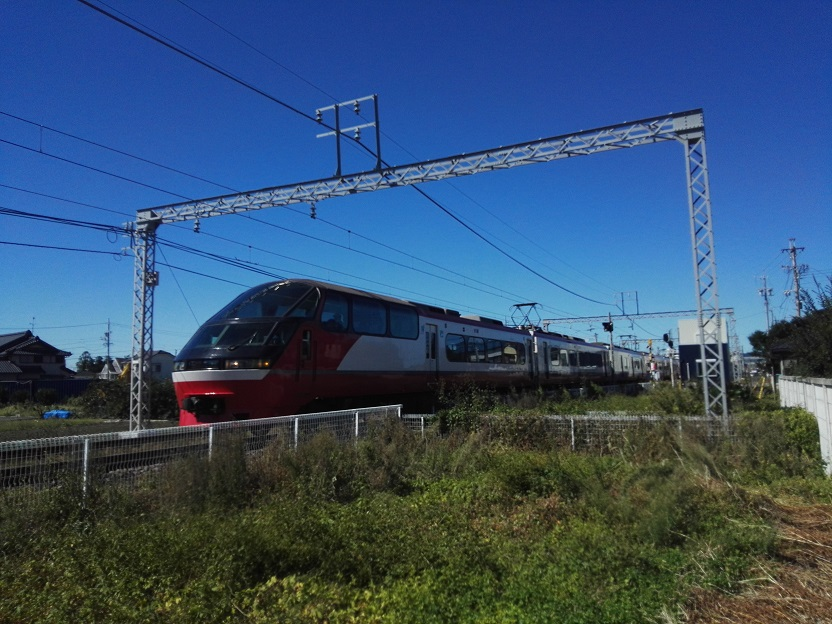
伊奈駅南方の架線柱。小坂井支線廃止後も当時のものが使用されており、複々線分の幅がある。
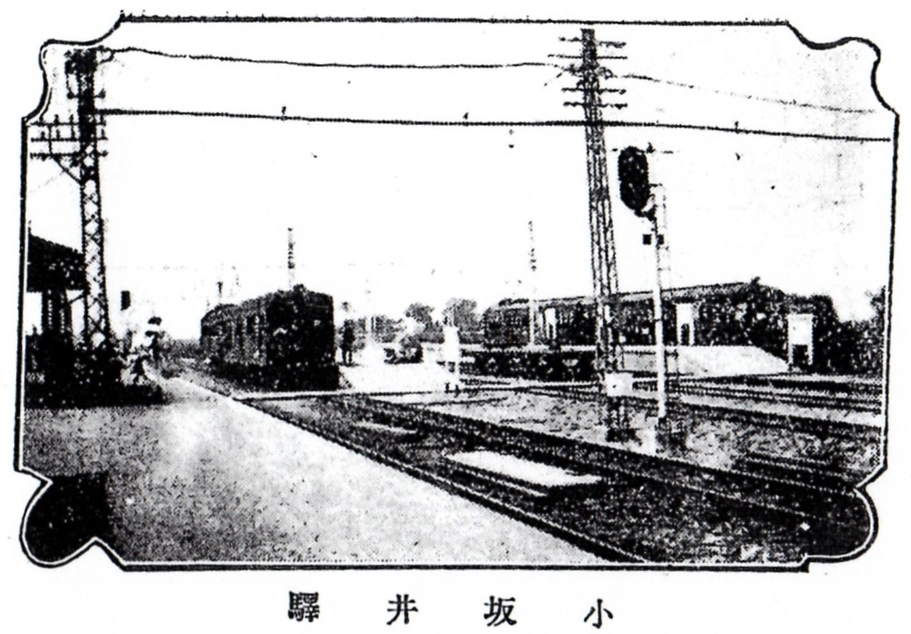
営業当時の小坂井駅ホーム。手前が豊川鉄道、奥が愛知電気鉄道。
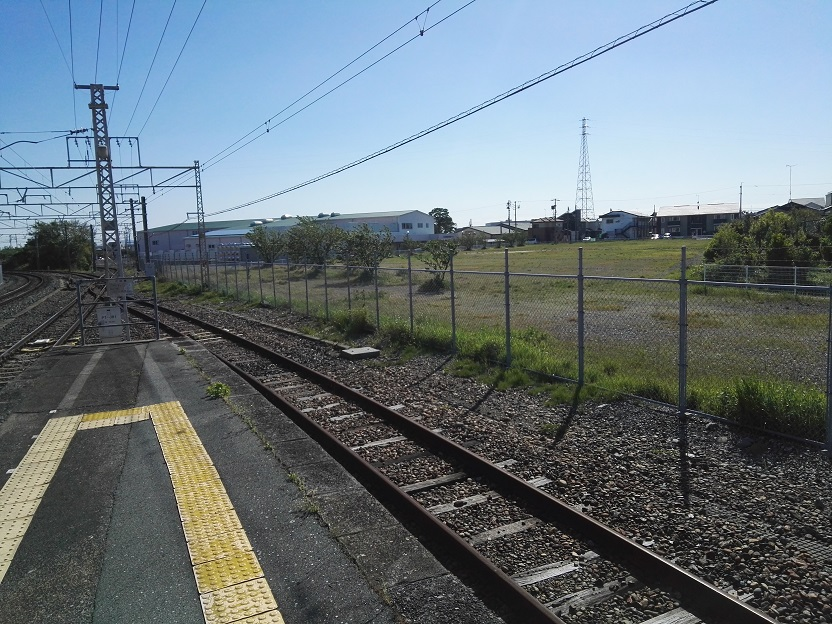
現在の小坂井駅ホームから小坂井支線方面を望む。

## 運行形態
豊川鉄道国有化後も豊川方面への直通運転は継続しており、末期は伊奈駅 - 豊川駅間に毎時1本程度が設定されていたほか、ラッシュ時にはそれに加え伊奈駅 - 小坂井駅間の線内列車も設定されていた。

## 駅一覧
- 廃止時点[9]
- 全駅愛知県宝飯郡小坂井町に所在（廃止当時）。

| 駅名     | 営業 キロ | 接続路線               |
| -------- | --------- | ---------------------- |
| 伊奈駅   | 0.0       | 名古屋鉄道：名古屋本線 |
| 小坂井駅 | 1.2       | 日本国有鉄道：飯田線   |